# أصلوت
الأصلوت أو الأُسلوت (الاسم العلمي: Leopardus pardalis) والمعروف أيضًا باسم النمر القزم. هو قط بري يوجد في أمريكا الجنوبية بما في ذلك جزر ترينيداد وجزيرة مارغريتا وأمريكا الوسطى والمكسيك ويوجد أيضًا في شمال ولاية تكساس الأمريكية، ونادرًا ما شُوهد في ولاية أريزونا.
له مظهر مشابه للقط الأليف. وفروه يشبه فرو النمر الملطخ واليغور. ونتيجة لذلك اُصطيد مئات الآلاف من الأصلوت لأجل فرائها.
وقد صُنف الأصلوت نوعاً غير محصن أو نوع مهدد بخطر انقراض ضعيف منذ سنة 1972 إلى سنة 1996، ويُصنف منذ سنة 2008 نوعاً غير مهدد من قِبل القائمة الحمراء للأنواع المهددة بالانقراض.

## أصل الاسم
تأتي التسمية من لغة ناواتل, وعادة ما تشير إلى اليغور وليس إلى الأصلوت.
يسمى كيناغوارو في فنزويلا أما في البرازيل فيسمى جاغواتيريكا.

## التصنيف
الأصلوت من جنس القط النمري الذي يضم ثمانية أنواع مماثلة للأصلوت، مثل قط جيفري وقط المارجاي والذي يستوطن أمريكا الجنوبية والوسطى أيضًا.
كل القطط في جنس القط النمري مرقطة ورشيقة وصغيرة، والأصلوت أكبرها حجمًا.

### السلالة
بعض سلالات الأصلوت مهددة بالانقراض مع أن النوع ككل ليس مهددًا.
بعض أنواع السلالة المعترف بها حاليًا:
- Leopardus pardalis pardalis, غابات الأمازون
- Leopardus pardalis aequatorialis, شمال جبال الأنديز وأمريكا الوسطى
- Leopardus pardalis albescens, شرق المكسيك وجنوب تكساس
- Leopardus pardalis melanurus, فنزويلا وغيانا وترينيداد
- Leopardus pardalis mitis, الأرجنتين وباراغواي
- Leopardus pardalis nelsoni, جنوب غرب المكسيك
- Leopardus pardalis pseudopardalis, كولومبيا
- Leopardus pardalis puseaus, الإكوادور
- Leopardus pardalis sonoriensis, شمال غرب المكسيك وجنوب أريزونا
- Leopardus pardalis steinbachi, بوليفيا

## الخصائص الجسدية

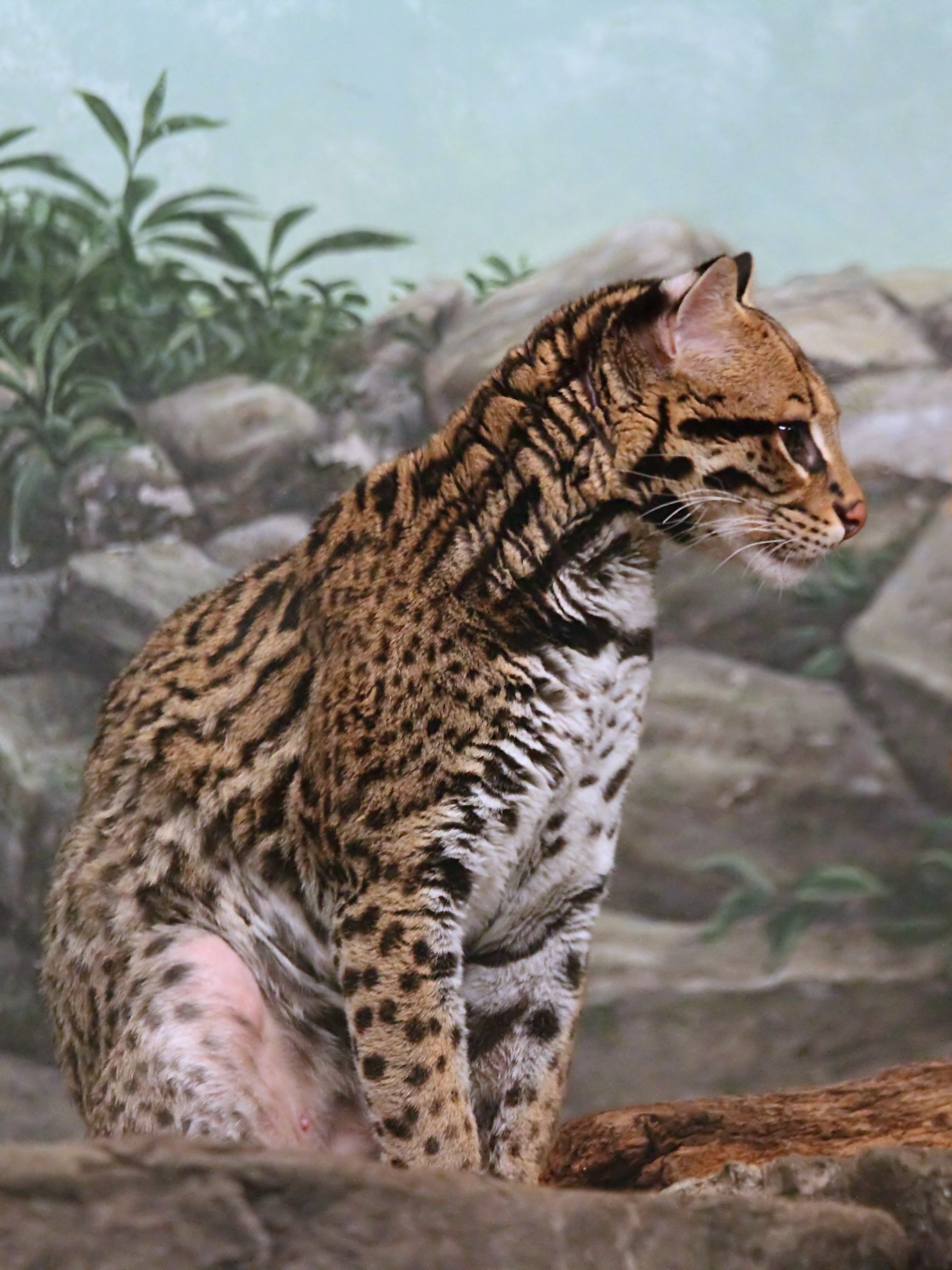
أصلوت من حديقة حيوان سينسيناتي

يتراوح طول الأصلوت ما بين 68-100 سم، وطول ذيله 26-45 سم. وزنه عادة من 8 إلى 18 كيلوغرامًا. على الرغم من تسجيل أفراد أكبر من ذلك بكثير، مما يجعل الأصلوت أكبر أنواع القط النمري في البرية.
لدى الأصلوت فراء ناعم وأملس، وأذنان مستديرتان، وأرجل أمامية كبيرة نسبيًا. يشبه في مظهره قط المارجاي وقط الببر اللذان يعيشان في المنطقة نفسها، ولكن الأصلوت أكبر.

أنماط أغطية الأصلوت مختلفة، بدءًا باللون الكريمي حتى اللون البني المحمر، أو الرمادي أحيانًا، مميزًا بوريدات سوداء. لكثير من أفراد الأصلوت بقع وخاصة على الظهر، ممزوجة معًا لتشكل خطوطًا غير منتظمة أو مجموعات. الفراء قصير، وهو أكثر شحوبًا عن أسفل الغطاء، هناك بقعة بيضاء في ظهر الأذنين تسمى ocelli, وخطان أسودان على جانبي الوجه، وذيل طويل مزين بخط أسود.

## السلوك

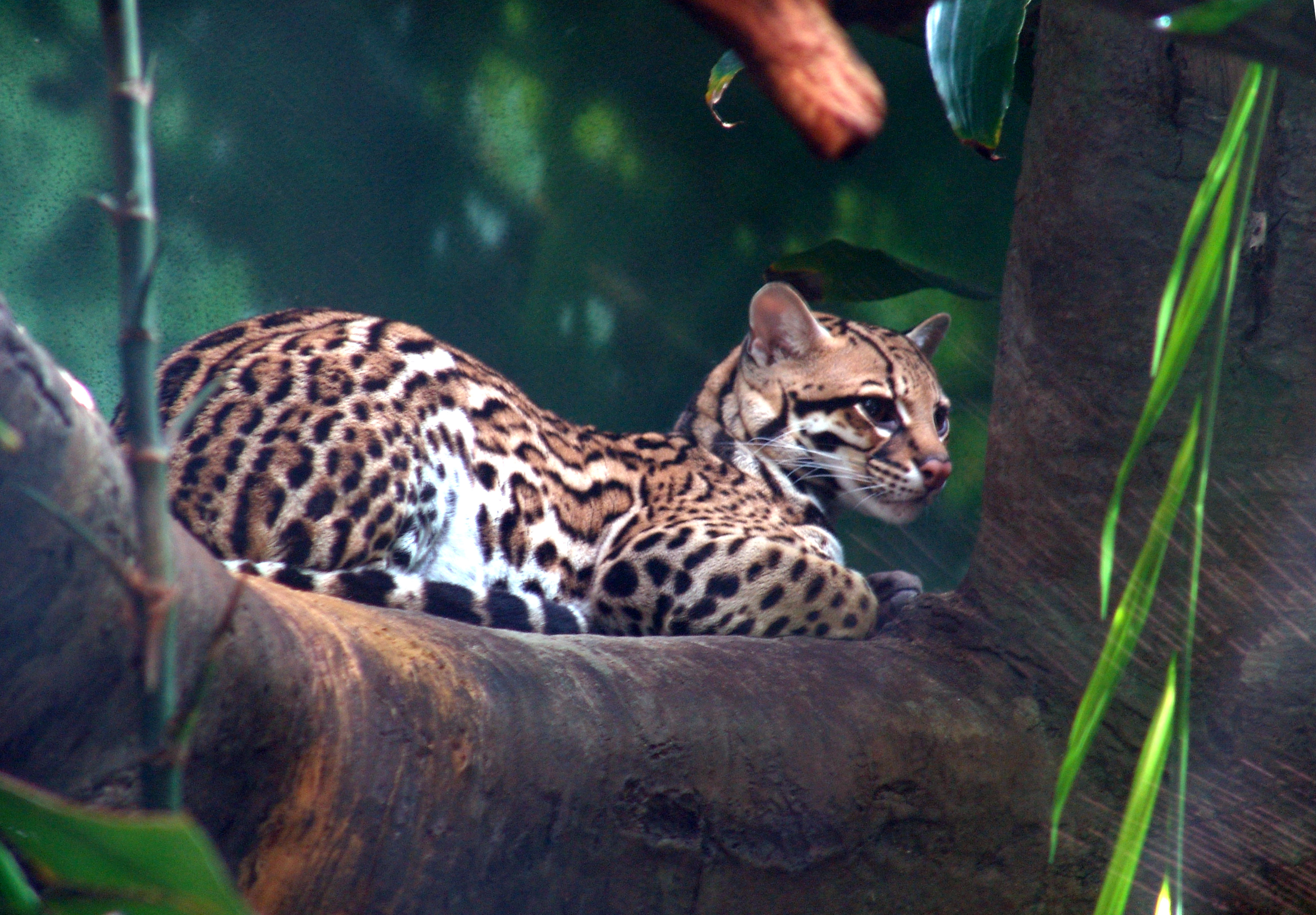
أصلوت من حديقة وود بارك, سياتل، واشنطن

الأصلوت كائن ليليّ غالبًا وإقليميّ للغاية، وفي النزاعات الإقليمية يقاتل بشراسة وحتى الموت أحيانًا، الأصلوت منعزل ولا يجتمع إلا بزوجه. خلال النهار يبقى على الأشجار أو بين الأوراق الكثيفة. أحيانًا يشارك منطقته مع فرد آخر من نفس الجنس. الذكور تحتل أراضي مابين 3.5 حتى 46 كيلومترًا مربعًا، بينما تحتل الإناث مناطق أصغر. والمساحة بين مناطق أفراد الأصلوت تكون من 8-15 كيلومترًا مربع، ومثل معظم السنوريات يعلم أراضيه بواسطة مخلفاته. 

يصطاد الأصلوت على نطاق 18 كيلومترًا مربعًا، ويصطاد غالبًا الحيوانات الصغيرة بما في ذلك الثدييات والسحالي والسلاحف والضفادع وسرطان البحر والطيور والأسماك. وتقريبًا كل فرائس الأصلوت أصغر منه بكثير. وتشكل القوارض والأرانب والأبوسوم أكبر جزء من نظامه الغذائي. تشير الدراسات إلى أن الأصلوت يتتبع ويجد فرائسه عبر مسارات الرائحة، ومع ذلك فلدى الأصلوت رؤية قوية وليلية أيضًا.

## التكاثر ودورة الحياة
يتكاثر الأصلوت مرة واحدة في كل سنة، وقد تتزاوج الإناث مرة أخرى عندما تموت جراءها، يستمر موسم التزاوج طوال السنة، وتستمر فترة التزاوج 7-10 أيام. بعد التزاوج تبحث الأنثى عن وكر في كهف أو شجرة مجوفة أو كثيفة الأوراق. مدة الحمل تستغرق 79-82 يومًا وعادةً تولد هرة واحدة، مغلقة العينين ومغطاة بغشاء رقيق من الشعر، وقد تولد هرتين أو ثلاث ولكن ذلك قليل الحدوث. أحجام الهررة الصغيرة والندرة النسبية للتكاثر يجعل الأصلوت معرضًا لفقدان الأعداد.

مقارنة مع القطط الأخرى الصغيرة، تنمو هرة الأصلوت ببطء شديد. وتزن 250 غرامًا عند الولادة. وتفتح عينيها في 15-18 يومًا، وتغادر الوكر عندما تصبح بعمر ثلاثة أشهر، ولكنها تبقى مع أمها سنتين، ثم تغادر لتحدد المنطقة الخاصة بها. يعيش الأصلوت 20 عامًا في الأسر.

## التوزيع والموطن

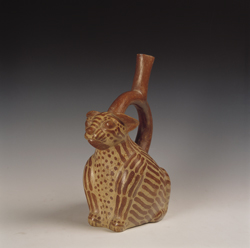
أصلوت موشي, مجموعة متحف لاركو ليما، بيرو

يتوزع الأصلوت على نطاق واسع في أمريكا الجنوبية والوسطى والمكسيك.

## حيواناً أليفاً

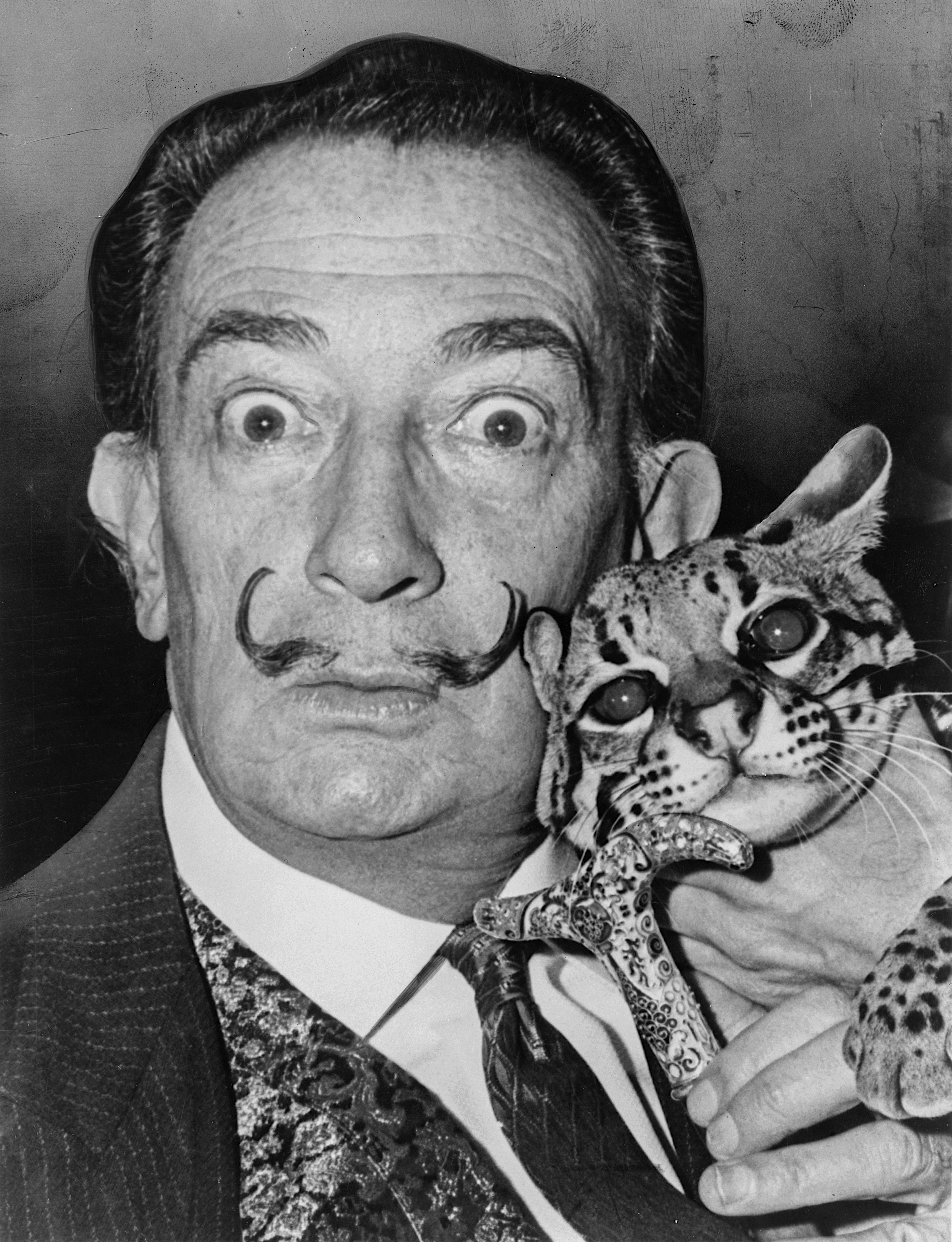
سلفادور دالي والأصلوت بابلو

مثل كثير من القطط البريّة، اُتخذ الأصلوت حيواناً أليفاً.
سلفادور دالي سافر كثيرًا مع حيوانه الأليف الأصلوت بابلو.
شعب الموشي أحد شعوب البيرو القدماء عبدوا الأصلوت وظهر كثيرًا في فنهم.